# Elisabeth Duda

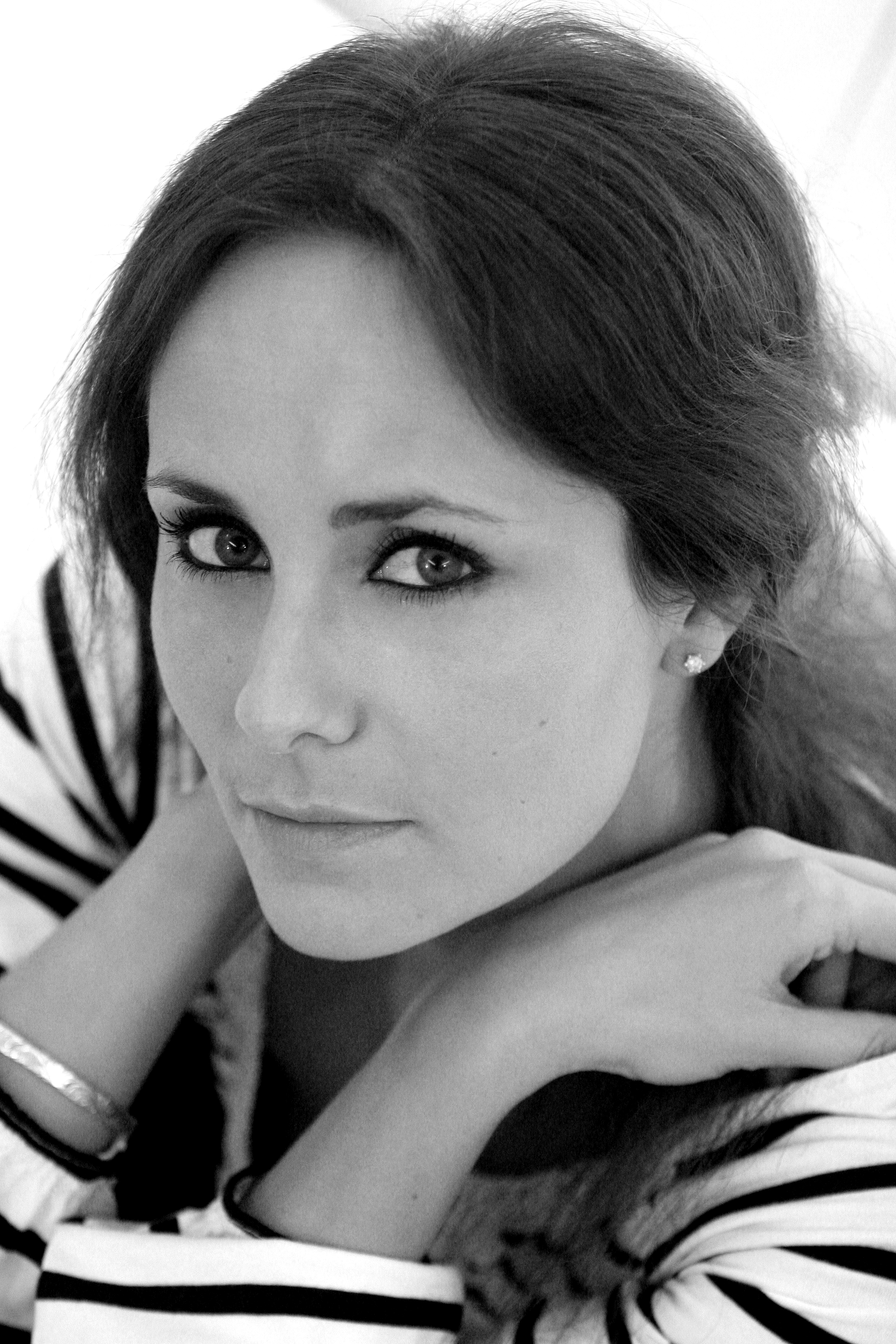
Elisabeth Duda

Elisabeth Duda (* 16. Dezember 1979 in Frankreich) ist eine polnische Schauspielerin und Schriftstellerin.
Elisabeth Duda wurde 1979 in Frankreich geboren. Ihr Vater ist Franzose und ihre Mutter Polin. Später ging sie nach Polen und studierte Schauspiel an der Staatlichen Hochschule für Film, Fernsehen und Theater in Łódź. Sie beendete die Ausbildung als Beste ihres Jahrgangs.
2008 nahm sie an der polnischen Ausgabe von Dancing with the Stars teil. Im gleichen Jahr war sie mit einer erotischen Fotostrecke in der polnischen Ausgabe des Playboy zu sehen.
Gelegentlich ist sie auch als Synchronsprecherin aktiv, zum Beispiel ist sie in dem Animationsfilm Cars 2 oder in dem Film Auf den Spuren des Marsupilami zu hören.
Neben ihrer Tätigkeit als Schauspielerin ist Elisabeth Duda auch als Schriftstellerin bekannt. Sie hat 4 Werke veröffentlicht. Momentan lebt sie in Paris und spielt Theater.

## Filmografie
- 2002: Dwie kawy
- 2003–2008: Europa da się lubić
- 2006: Bezład
- 2008: Niania
- 2008: Agentki (TV-Serie)
- 2008: Projekt plaża
- 2009: Goście, goście w TVN Warszawa
- 2011: Celles qui aimaient Richard Wagner
- 2011: Dans les pas de Marie Curie
- 2013: Lauf Junge lauf
- 2024: Die Ermittlung
- 2024: Der Seelenfänger (Le mangeur d’âmes)

## Werke
- Żożo i Lulu. 2010, ISBN 978-83-62754-00-7.
- Mój Paryż. 2010, ISBN 978-83-7513-747-7.
- Europa w kuchni. 2007, ISBN 978-83-7515-045-2.
- W 60 minut dookoła Polski. 2006, ISBN 83-915899-2-7.